# Sophronica nigrobivitta
Sophronica nigrobivitta är en skalbaggsart som beskrevs av Stefan von Breuning 1940. Sophronica nigrobivitta ingår i släktet Sophronica och familjen långhorningar.
Artens utbredningsområde är Moçambique. Inga underarter finns listade i Catalogue of Life.